# Actio in factum
Die actio in factum stellte im römischen Recht eine Klageformel dar, die von Prätoren durch Analogie bereits bestehender Klagearten entwickelt wurde. Die Klageformel bezog sich auf Fälle, deren Sachverhalt durch eine bereits bestehende ediktale Klageformel des Prätors (actio) nicht erfasst war. Ihrer Natur nach war sie eine Strafklage.
Notwendig war sie dort geworden, wo die Rechtsentwicklung es nicht mehr zuließ, einen anerkannten aktionenrechtlichen Formelwortlaut zu nutzen, sei es, dass dem Streit eine atypische Vertragskonstellation („unbenannter Vertrag“) zugrunde lag, sei es, dass sich die Bedeutung eines juristischen Begriffs geändert hatte. Im Schadenersatzrecht ließen sich ursprünglich beispielsweise nur Schadensereignisse verfolgen, die aus „unmittelbaren Einwirkungen“ auf das Rechtsgut resultierten. Zur Anwendung kam die einschlägige actio legis aquiliae; ein veränderter Schadensbegriff führte im Laufe der Zeit dazu, dass auch „mittelbare Einwirkungen“ zu Ansprüchen führen konnten. Da die Klageformel der aquilinischen Klageformel sehr verfestigt war und deshalb nicht angewandt werden konnte, wurde die actio in factum gebildet, um die abweichende Tatbestandssituationen erfassen zu können.
Da nicht die Worte des Gesetzes gebraucht wurden, schilderte der Kläger bei Beantragung der actio in factum den Sachverhalt in der demonstratio und ließ sich in der intensio die Rechtsfolge des Gesetzes geben. Der Vorschlag eines Formelentwurfs konnte vom Initiator persönlich eingebracht werden. Die verbindliche Definition der Formel (mit konkretem Tatbestand) erließ der Prätor.
Abgrenzungsschwierigkeiten konnten sich aus dem Geschäftsbereich der locatio conductio beispielsweise beim Tausch ergeben und den daraus resultierenden spezifischen Klagearten, actio empti oder actio venditi, da unter Zugrundelegung der sabinianischen Lehre der Tausch eine Unterart des Kaufes war, wo sich wechselseitig Verkäufer und Käufer gegenüber standen.
Blieb der verhandelte Sachverhalt zukünftig kein Einzelfall, fand die verwendete Formel der actio in factum eine dauerhafte Aufnahme in ein prätorisches Edikt (edictum perpetuum). Die actio utilis und die actio in factum wurden ausweislich der Quellenlage häufig nicht streng voneinander unterschieden.